# 腺癌

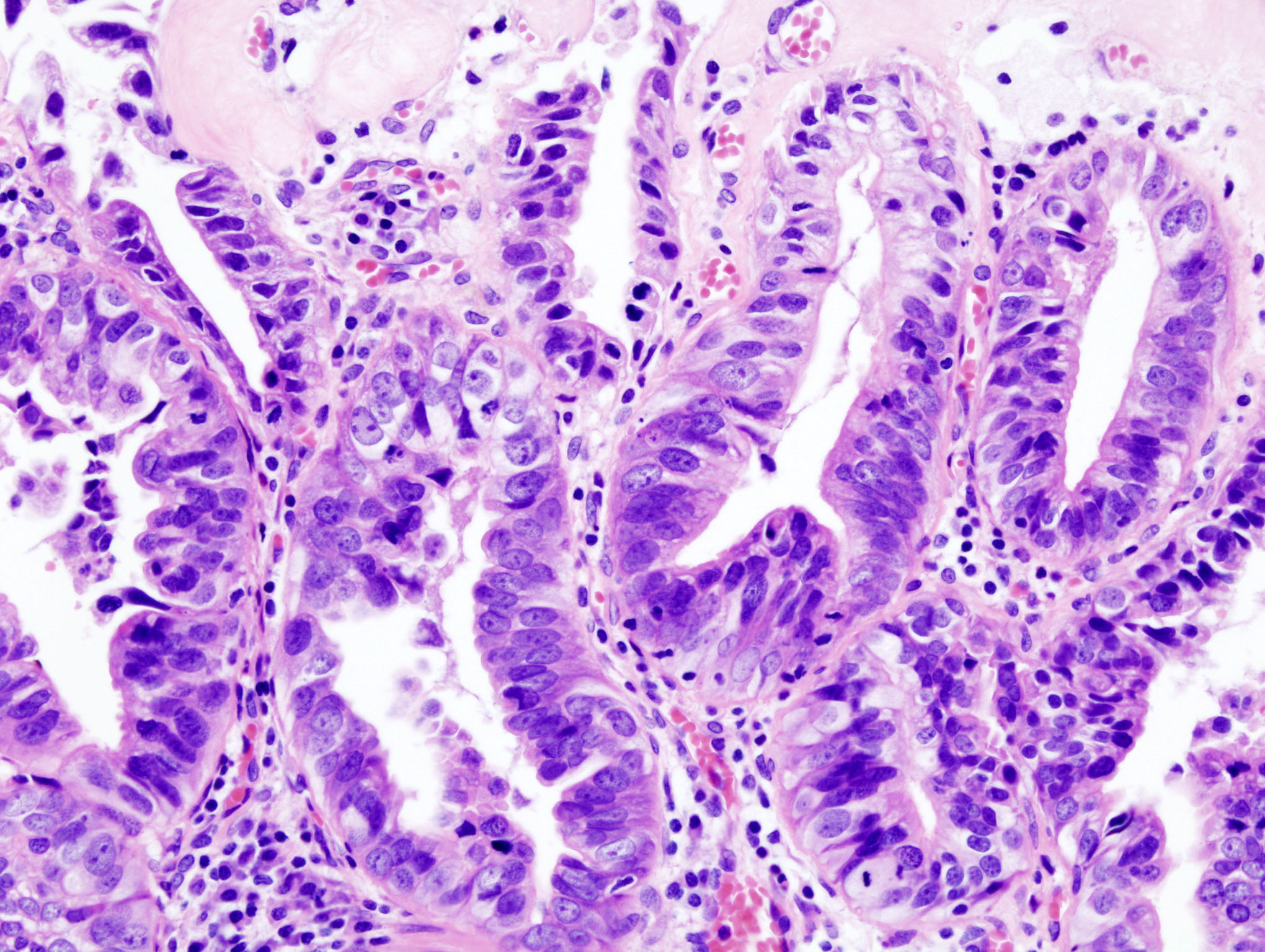
胆嚢癌の組織像。異型細胞が管腔構造を形成する典型的な腺癌である。

腺癌（せんがん、英語: Adenocarcinoma）とは、腺組織に由来する癌。上皮性の悪性腫瘍の一つ。

## 分類
- 高分化型：正常に近い腺組織からなる。
- 中分化型：腺組織が異常増殖しており、しばしば同一腫瘍内で幅広い変異が見られる。
- 低分化型：表皮性または腺性の分化を形態学的に決定できず、追加検査により腫瘍の上皮性性質を確認できる。 顕微鏡検査では、腺管腔または細胞内粘液分泌が稀に認められる。

## 臓器
- 乳腺
- 胃
- 大腸
- 肺
- 胆嚢・胆管
- 腎臓
- 前立腺
- 十二指腸
- 膵臓
- 卵巣
- 子宮頚部・子宮体部
- 膣